# Jialing (affluent du Yangzi Jiang)
Pour les articles homonymes, voir Jialing.

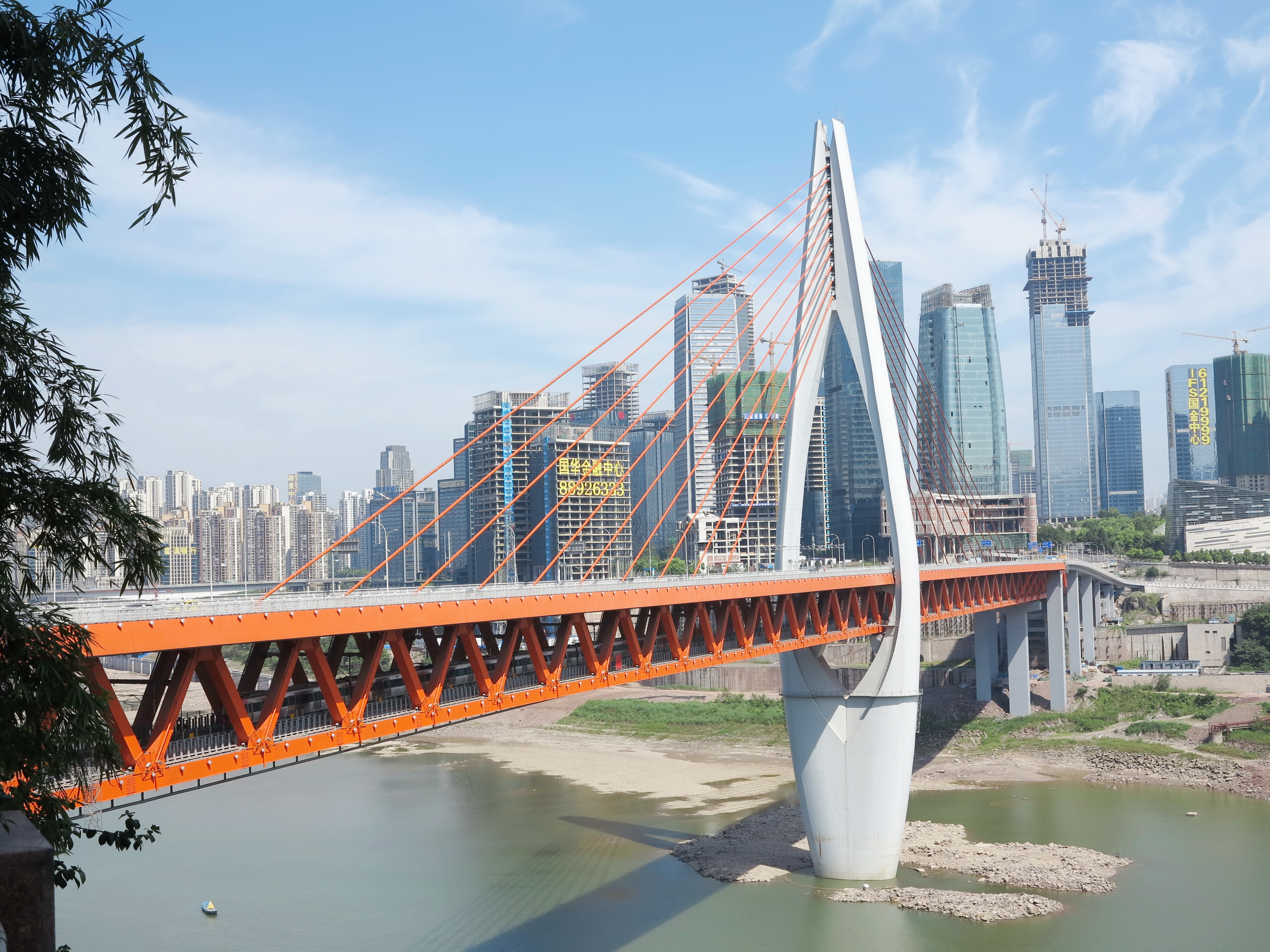
Pont sur le Jialing à Chongqing

Le Jialing (嘉陵江 ; pinyin : Jīalíng Jiāng) est une rivière chinoise, longue de 1 119 km, qui prend sa source dans la province du Gansu et se jette dans le fleuve Yangzi à Chongqing. C'est un des principaux affluents de ce fleuve avec un débit moyen 2 130 m3/s et c'est celui dont le bassin versant est le plus étendu (160 000 km2).

## Géographie
La rivière Jialing est un des principaux affluents du fleuve Yangzi Jiang. La rivière coule dans les provinces du Gansu du Sichuan et du Shanxi. Une de ses sources se trouve dans les monts Min. La rivière coule du nord au sud. Le cours supérieur a une pente très forte (3,8 %). La rivière traverse trois gorges Libi, Wentang et Guanying. Son lit comporte de nombreux bancs de sable et d'affleurements rocheux qui interdisent la navigation. La rivière se jette dans le Yangzi au niveau de la mégalopole de Chongqing.

## Affluents
Les principaux affluents de la rivière sont : 
- la rivière Xihan longue de 246 km avec un bassin versant d'une superficie de 10 103 km2 ;
- la rivière Bailong longue de 576 km avec un bassin versant d'une superficie de 31 808 km2 et un débit moyen de 335 m3/s ;
- la rivière Qu longue de 720 km avec un bassin versant d'une superficie de 39 211 km2 et un débit moyen de 730 m3/s ;
- la rivière Fu longue  de 700 km avec un bassin versant d'une superficie de 36 400 km2 et un débit moyen de 672 m3/s.

## Hydrologie
Le bassin versant de la rivière Jialing a une superficie de (160 000 km2). Les précipitations sont en moyenne de 965 mm sur le bassin, plus faibles sur le cours supérieur (600 mm) que sur le cours inférieur (1 200 mm). Les pluies sont concentrées entre mai et octobre (mousson d'été). Le Jialing a un débit moyen de 2 120 m3/s mesuré à la station de Beipi (97 % du bassin versant) sur la période 1940-1987. La rivière est souvent à l'origine de crues très violentes qui se produisent au niveau de son cours inférieur. Le débit instantané peut atteindre 44 800 m3/s (1998). Des sécheresses peuvent également se produire.  

## Villes sur le Jialing
Le Jialing arrose les villes  de Lueyang, Guang'an, Wangcang, Jiange, Cangxi, Langzhong, Peng'an, Nanchong, Wusheng, Hechuan et Chongqing. 

## Aménagements
| Désignation          | Région ou province | Cours d'eau | Hauteur | Puissance installée (MW) | Production annuelle (TWh/an) | Type de barrage | Capacité de stockage | Date achèvement | Notes |
| -------------------- | ------------------ | ----------- | ------- | ------------------------ | ---------------------------- | --------------- | -------------------- | --------------- | ----- |
| Barrage de Tingzikou | Sichuan            | Jialing     | 116 m   | 1 100 mégawatts          | 3,2                          | Barrage-poids   | 4 067 000 000 m3     | 2014            | [ 2 ] |